# Cryptopygoplus rhodesianus
Cryptopygoplus rhodesianus is een hooiwagen uit de familie Assamiidae.